# Catedral de Oslo
A Catedral de Oslo (NORUEGUÊS Oslo domkyrka) é uma catedral luterana na cidade de Oslo, na Noruega. Foi finalizada em 1697.

## História
A atual Catedral de Oslo é a terceira catedral em Oslo, Noruega. A primeira, a Catedral de Hallvards, foi construída por Sigurdo I da Noruega, na primeira metade do século XII, e estava localizada a 1,5 quilômetro a oeste da catedral dos dias de hoje. 
Por quase quinhentos anos, a Catedral de Hallvards foi a igreja mais importante da cidade. Em 1624, Cristiano IV decidiu mover a cidade alguns quilômetros a oeste, para ser protegida pela Fortaleza de Akershus. Depois disso, ela caiu em ruínas. Em 1639, a segunda catedral foi construída (Hellig Trefoldighet). Cinquenta anos depois, um incêndio destruiu a catedral. Logo em seguida, foi construída a terceira e atual catedral.

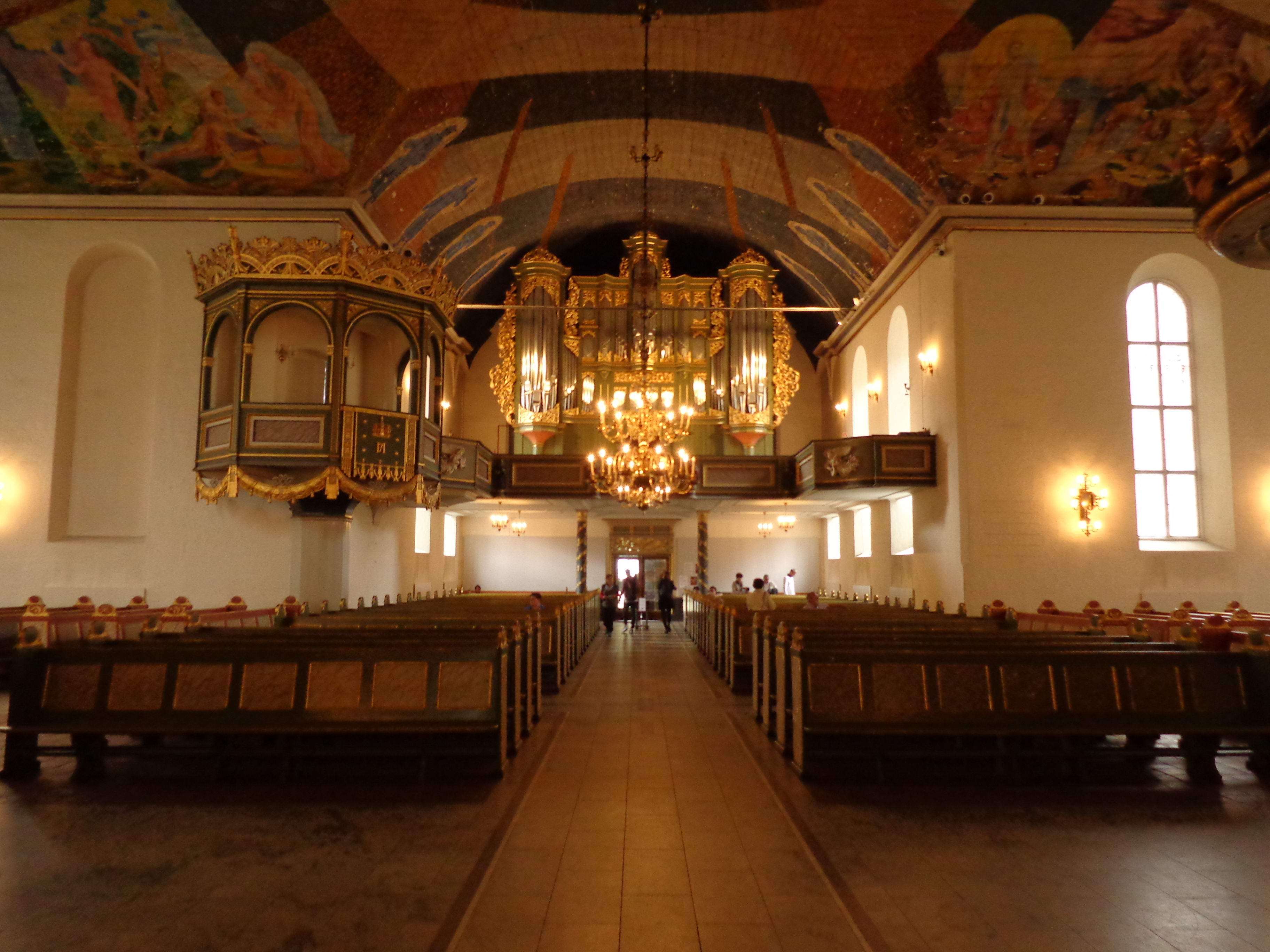
Interior da catedral
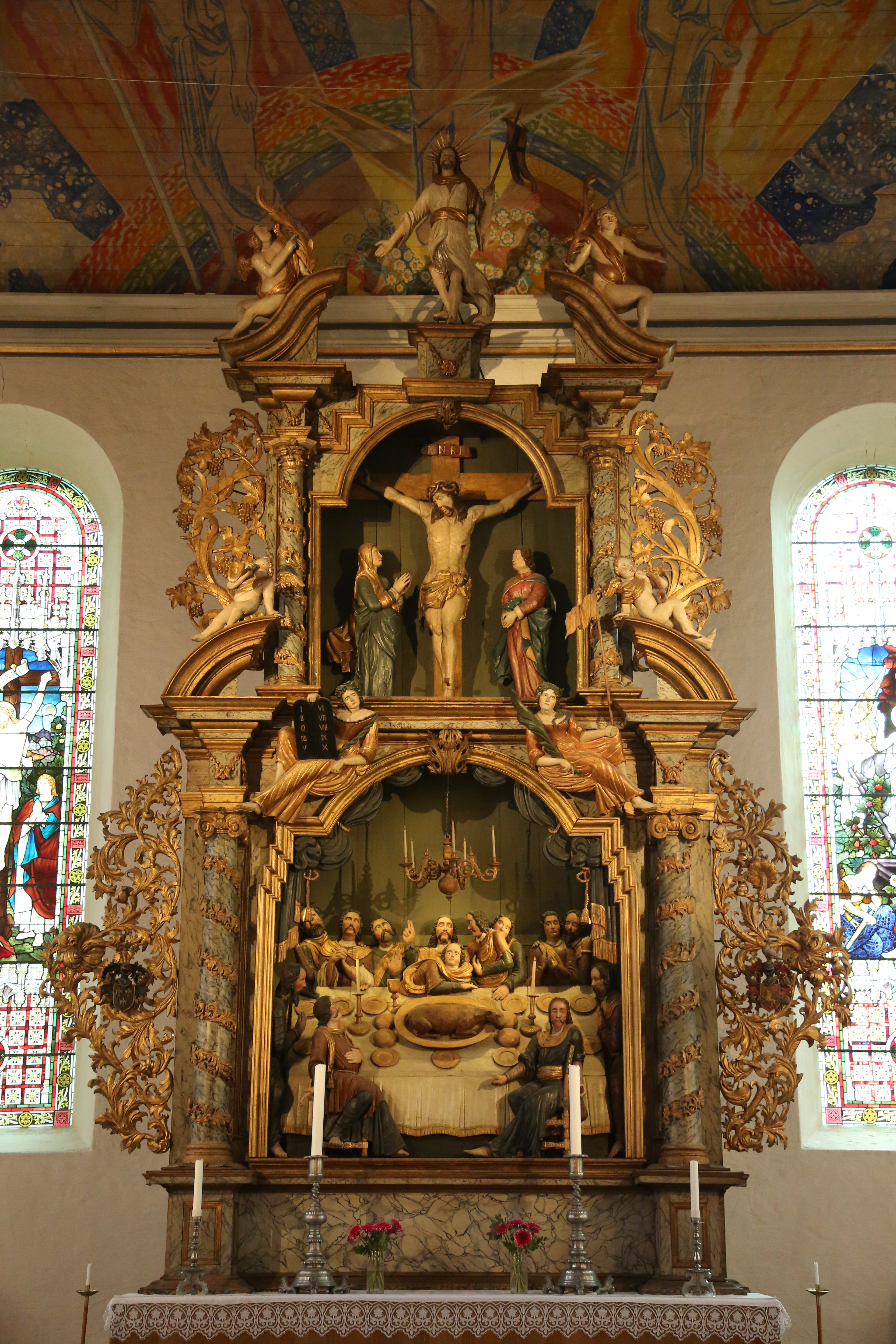
Altar com quadro de 1699
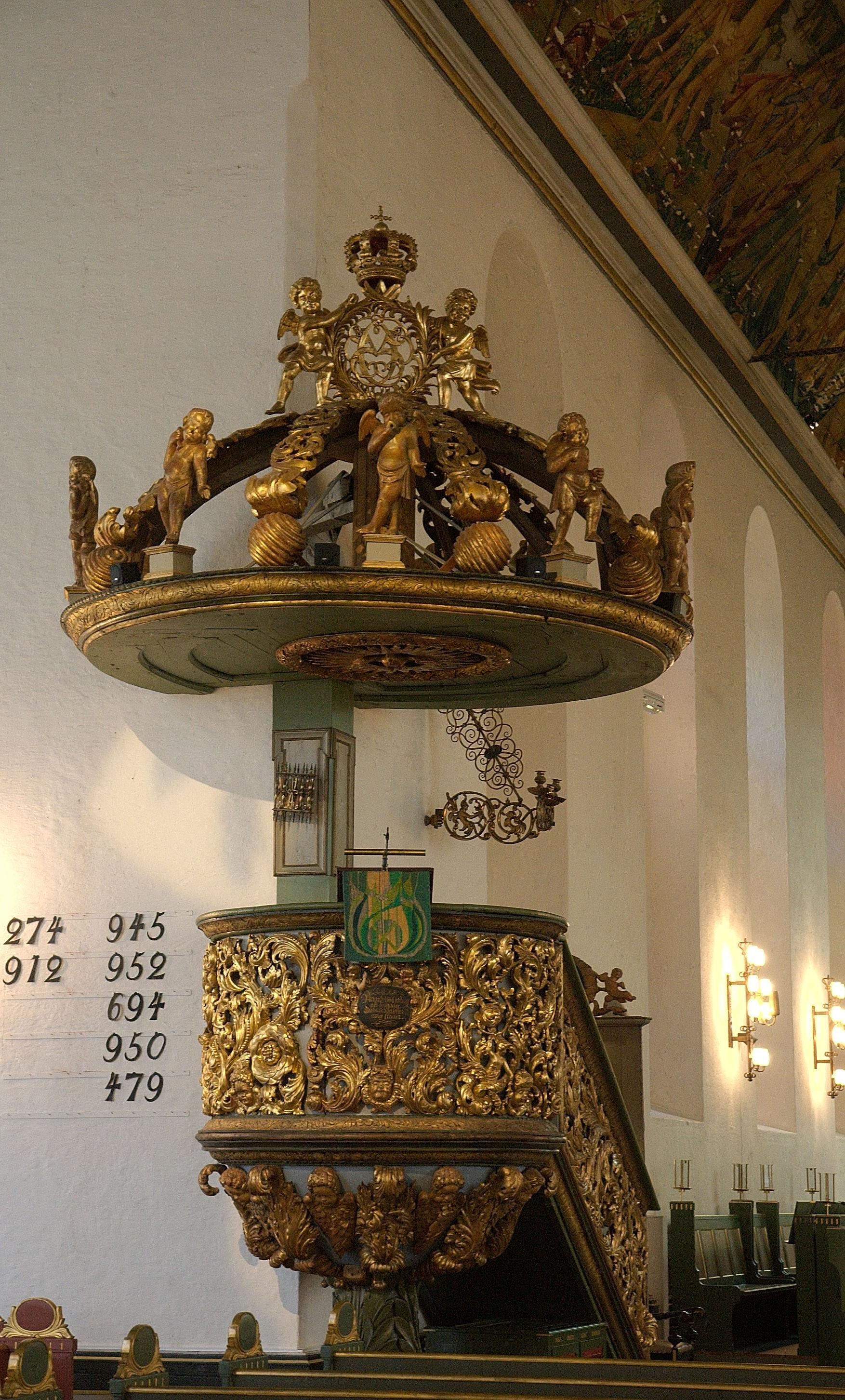
Púlpito de 1699
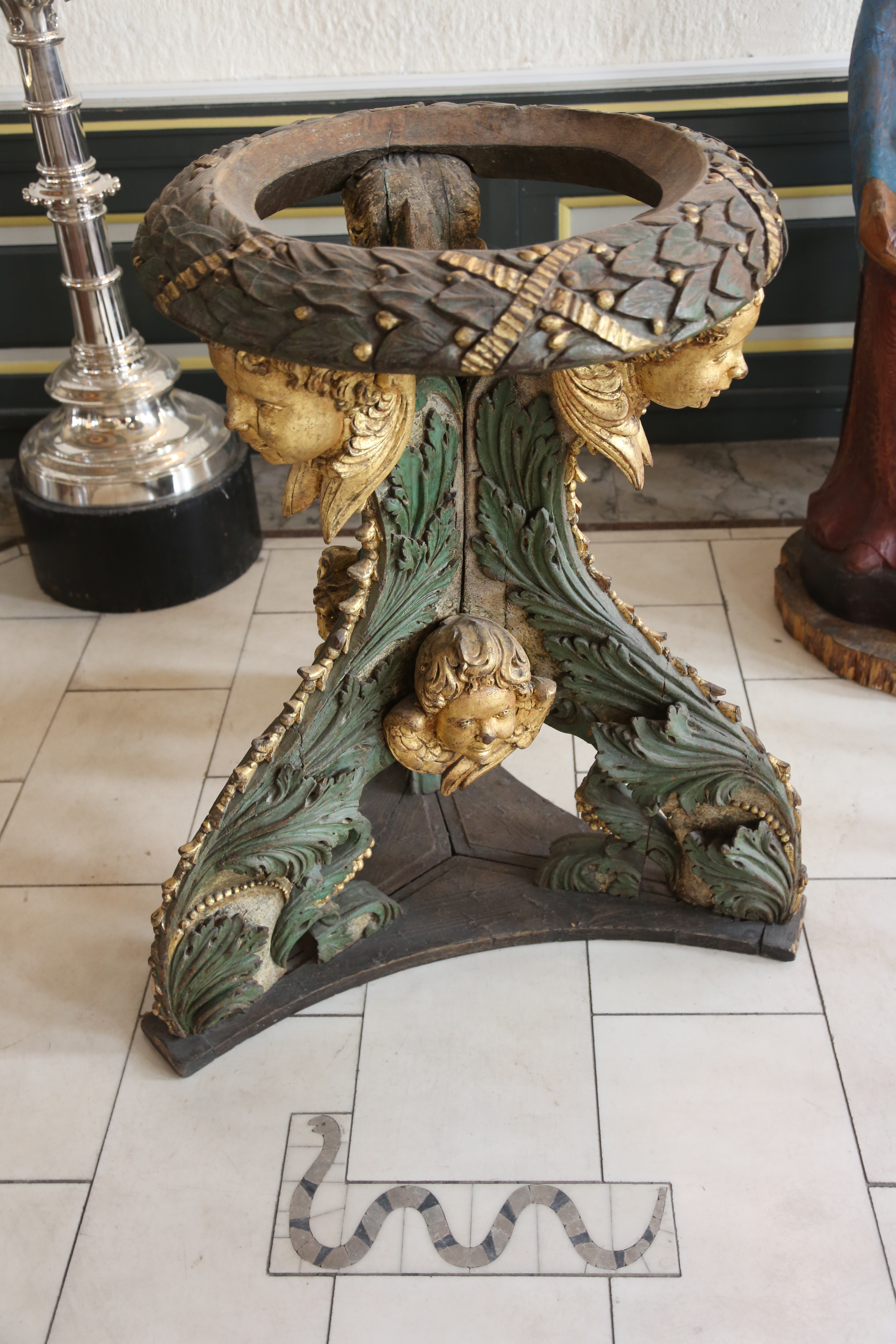
Pia batismal de 1721

## Ligação externa
- Website oficial da Catedral de Oslo (em norueguês)